# Zebop!
Zebop! es el undécimo álbum de estudio de Santana, publicado en 1981. El álbum ha tenido varios lanzamientos y se han producido varios fondos de color diferentes para la portada, incluidos el rosa y el rojo. Presentó uno de los últimos éxitos comerciales de Santana hasta Supernatural, "Winning".

## Lista de canciones

### Lado A
1. "Changes" (Cat Stevens) – 4:27
2. "E Papa Ré" (Carlos Santana, Richard Baker, David Margen, Orestes Vilató, Alex Ligertwood) – 4:32
3. "Primera Invasion" (Lear, Margen, Alan Pasqua, Santana) – 2:08
4. "Searchin'" (Ligertwood, Santana, Chris Solberg) – 3:54
5. "Over and Over" (Rick Meyers) – 4:46
6. "Winning" (Russ Ballard) – 3:28

### Lado B
1. "Tales of Kilimanjaro" (Pasqua, Armando Peraza, Raul Rékow, Santana) – 3:24
2. "The Sensitive Kind" (J.J. Cale) – 3:32
3. "American Gypsy" (Ballard, Lear, Ligertwood) – 3:39
4. "I Love You Much Too Much" (Alexander Olshanetsky, Don Raye, Chaim Tauber) – 4:43
5. "Brightest Star" (Ligertwood, Santana) – 4:49
6. "Hannibal" (Ligertwood, Pasqua, Rékow, Santana) – 3:41

## Créditos
- Alex Ligertwood – voz
- Carlos Santana – guitarra, percusión, voz
- Chris Solberg – guitarra, teclados, voz
- Alan Pasqua – teclados, voz
- Richard Baker – teclados
- David Margen – bajo
- Graham Lear – batería
- Armando Peraza – bongos, percusión
- Raul Rekow – congas, percusión
- Orestes Vilató – percusión, timbales